# Polestar 4
La Polestar 4 è un'autovettura prodotta dalla casa automobilistica svedese Polestar a partire dal 2024.

## Debutto e contesto

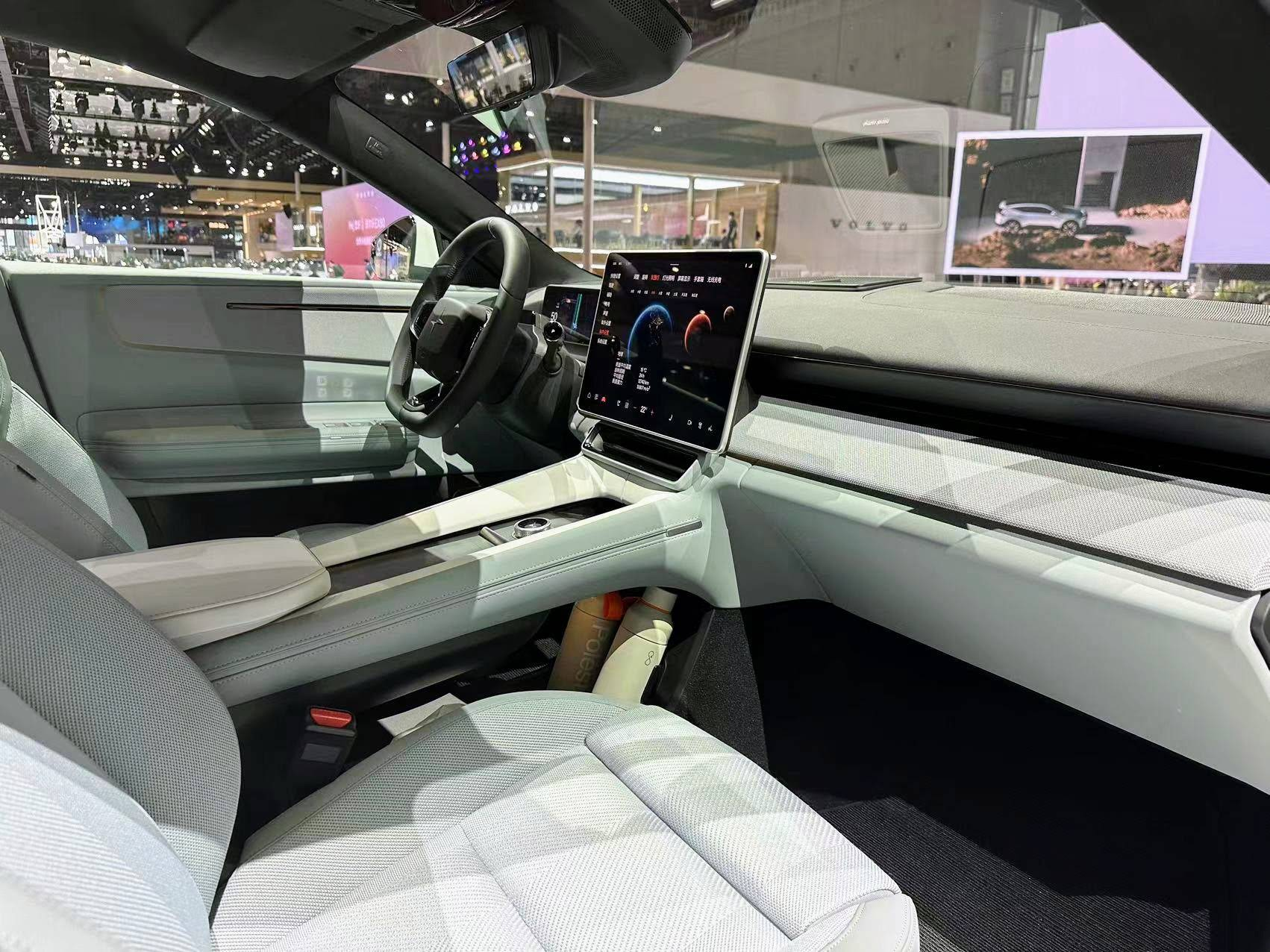
Interni

La 4 è un SUV-coupé elettrico di grandi dimensioni, che si posiziona tra le Polestar 2 e Polestar 3. Presentata al salone di Shanghai il 18 aprile 2023, il modello era già stato annunciato nel 2021.
A differenza delle altre vetture del costruttore svedese, questa è la prima ad essere realizzata sul pianale SEA.
Tra le caratteristiche peculiari della Polestar 4, c'è l'assenza del lunotto in vetro posteriore, che viene sostituito utilizzando una telecamera montata sul tetto, che fornisce in tempo reale le immagini allo specchietto retrovisore interno che è di tipo digitale.